# Jezioro Jare
Jezioro Jare (Kołki) – jezioro na Równinie Drawskiej, położone w województwie zachodniopomorskim, w powiecie choszczeńskim, w gminie Bierzwnik o powierzchni 14,23 ha. Maksymalna głębokość jeziora wynosi 18,8 m. 
Jezioro otoczone jest lasami Puszczy Drawskiej. Południowy odcinek brzegu Jeziora Jarego stanowi granicę między województwem zachodniopomorskim a woj. lubuskim.
Zbiornik znajduje się w zlewni strugi Moczel, należącej do zlewni Drawy.